# モーロンの戦い
モーロンの戦い（モーロンのたたかい、英語:Battle of Mauron)は、 1352年8月14日にフランス・ブルターニュのモーロン近郊で起きた、イングランド王国軍とフランス王国軍の間の戦いである。ブルターニュ継承戦争の戦いの一つであると共に、英仏両軍が参戦したという意味では百年戦争の一幕でもあった。激戦の末にイングランドとモンフォール家がフランスとブロワ家の連合軍を破り、フランス軍指揮官のネスレ卿ギー2世を戦死させた。

## 背景

### ブルターニュ継承戦争の勃発
1341年、後継者を指定せずに死去したジャン3世の異母弟のジャン・ド・モンフォールと、同母弟ギーの娘のパンティエーヴル女伯ジャンヌの間の相続権争いがきっかけとなり、ブルターニュ継承戦争が勃発した。ジャンヌの夫でブロワ家（シャティヨン家）出身のシャルル・ド・ブロワは、母がフランス王フィリップ6世の妹であったため、フランスはブロワ家側を支援し、百年戦争でフランスと戦っていたイングランド王国のエドワード3世はモンフォール家を支援したため、英仏両国の代理戦争に発展した。
ジャン・ド・モンフォールがシャントソーの戦いで敗れて捕虜になったことで早々に決着がついたかに思われたが、徹底抗戦を唱えた妻ジャンヌがイングランドの援軍到着まで持ちこたえて戦争は長引くことになる。ジャン・ド・モンフォールはその後1345年に病死し、1347年にはブロワ派のシャルル・ド・ブロワがラ・ロッシュ＝デリアンの戦いに敗れて捕虜となったためモンフォール派、ブロワ派ともに当主がいなくなる。モンフォール派はモンフォール伯妃ジャンヌ、ブロワ派はパンティエーヴル女伯ジャンヌの下で抗争を続けたため、「2人のジャンヌの戦い」とも呼ばれる。

### フランスの本格的介入
1352年、フランス側はネスレ卿ギー将軍をブルターニュに派遣して、本格的にブロワ派の支援を再開した。レンヌとその南方の領土を占領すると北西に進撃し、半島先端の港湾都市ブレストに向かった。途上のプロエルメル奪還がフランス王ジャン2世の指令だった。この脅威に対し、騎士ウォルター・ベントレー率いるイングランド軍とモンフォール派の軍勢が結集し、8月14日にモーロン城近くのサン＝レリでフランス・ブロワ連合軍と相対した。

## 戦闘
ウォルター・ベントレーは、下馬した装甲兵士の両翼に長弓兵をジグザグ隊列で配置した。これは、当時のイングランド軍に好まれた極めて守備力の高い布陣だった。一方のフランス・ブロワ軍は、クレシーの戦いでフランス騎士を壊滅させた長弓兵を攻略しようと、ギー将軍が全軍に下馬を命じた。両軍は日が傾く頃に激突した。フランスの下馬騎士は甲冑の重みで思うように身動きがとれず、イングランドの装甲兵士に次々と倒されていった。ギー将軍は同年に設立され、「敵に背を見せず、4歩以上後退しない」と誓い合った星章騎士団の創設者でもあった。従軍した90人の騎士団員は誓いの通り戦って全滅し、乱戦の最中にギー将軍も斃れた。フランス軍は貴族や騎士ら600人が捕虜となった。

## 戦後
戦闘は激しく、両軍ともに大きな損害を受けた。フランス・ブロワ軍は800人、イングランド・モンフォール軍は600人が犠牲となった。フランス側の戦死者には、30人の戦いで英雄となったアラン・ド・タンテニアックも含まれていた。モーロンでの激戦の後もブロワ、モンフォール両家の抗争は続き、1364年のオーレの戦いでブロワ家の当主シャルル・ド・ブロワが戦死してようやく戦争は集結に向かうことになる。